# Georges Delputte
Georges Delputte (Zwevegem, 4 mei 1898 – Oostkerke, 29 juni 1983) was een Belgische politicus en burgemeester van Oostkerke.

## Biografie
Delputte was landbouwkundig ingenieur. Hij huwde in 1925 met Maria Duchatelez, dochter van Medard Edmond Duchatelez die burgemeester was van Oostkerke. Hij werkte als landbouwer op de hoeve "'t Groot Kameroen", die hij overnam van zijn schoonvader.
Ook Delputte was actief in de gemeentepolitiek en in 1938 volgde hij Duchatelez op als burgemeester. Delputte bleef drie decennia burgemeester, tot 1970. In 1971 werd de gemeente Oostkerke opgeheven en bij Pervijze gevoegd. Delputte was zo de laatste burgemeester van Oostkerke geweest.
Hij was ook provincieraadslid en volksvertegenwoordiger.